# Kanonieke bundel
In de wiskunde is de kanonieke bundel van een niet-singuliere algebraïsche variëteit {\displaystyle V} van dimensie {\displaystyle n} de lijnbundel
{\displaystyle \Omega ^{n}=\omega }
wat de n-de uitwendige macht van de cotangens bundel Ω op V is. 